# Catoblemma obliquisigna
Catoblemma obliquisigna is een vlinder uit de familie van de uilen (Noctuidae). De wetenschappelijke naam van de soort is voor het eerst geldig gepubliceerd door Hampson.